# Mini Estadi
A Mini Estadi, vagyis Mini stadion, egy labdarúgó stadion volt Barcelonában, amelyet az FC Barcelona B csapata használt. Időnként az Andorrai labdarúgó válogatott is itt játszotta hazai mérkőzéseit. 2003-ig a Barcelona Dragons amerikai futball csapatának otthona is volt. 1986. augusztus 1-jén a Queen koncertezett a stadionban, majd 1987. július 7-8-án David Bowie.
Az Espai Barça-projekt keretében a Mini Estadit 2019-ben bezárták, majd 2020-ban lebontották. Az újonnan épült Estadi Johan Cruyff vette át az utánpótlás csapat funkcióit.

## Fordítás
Ez a szócikk részben vagy egészben  a   Mini Estadi című angol Wikipédia-szócikk fordításán alapul.  Az eredeti cikk szerkesztőit annak laptörténete sorolja fel. Ez a jelzés csupán a megfogalmazás eredetét és a szerzői jogokat jelzi, nem szolgál a cikkben szereplő információk forrásmegjelöléseként.